# Bertrand Meunier
Bertrand Meunier (né le 25 novembre 1963) est un photographe français, membre du collectif Tendance floue. 

## Biographie
Bertrand Meunier s'intéresse aux mutations sociales que connaît la Chine en parcourant ce pays depuis une douzaine d'années.
2016. Exposition ERASED à la Galerie Dityvon, Bibliothèque universitaire Saint-Serge, Angers, co-organisée par l'université d'Angers et les Gens d'images.  

## Prix et récompenses
- 2001, prix Oskar-Barnack
- 2007, prix Niépce pour son travail sur la Chine.

## Ouvrages
- Pierre Haski (photogr. Bertrand Meunier), Le sang de la Chine : quand le silence tue, Paris, Grasset & Fasquelle, 2005, 228 p. (ISBN 2-246-68651-2), p. 228
- François Cheval, Sylvain Besson, Suzanne Carrel-Lantelme, Nelly Déprés] (textes), Claire Chevrier, Lewis Baltz, Bertrand Meunier, Mario Giacomelli] (photographies), Nouvelles Frontières, le paysage dans la photographie contemporaine, édition Conseil général de l'Ain, Conservation départementale des Musées de l'Ain, Libel, Bourg-en-Bresse, 2009  (ISBN 978-2-907981-25-5)